# Новокастилско плато
Новокастилското плато е плато в Централна Испания, заемащо южната половина на обширното плато Месета.
Простира се между Кастилските планини (Централна Кордилера) на север, планинската верига Сиера Морена на юг, масивите Серания де Куенка на североизток и Сиера де Алкарос на югоизток, а на запад постепенно се понижава към испано-португалската граница. Преобладаващите височини са 600 – 800 m. Платото е изградено основно от слабо дислоцирани глини, варовици и пясъчници. Доминират плоските, платообразни повърхнини, в които дълбоко са се врязали долините на големите реки Тахо, Гуадиана и др. На запад се издигат островни средновисоки масиви Сиера де Гуаделупе (Лас Вилуеркас 1601 m) и др., в центъра – Толедските планини (Короча де Росигалдо 1447 m). Платото е покрито с рядка храстова и тревиста растителност, а голяма част от него представляват обработваеми земеделски земи заети от насаждения от пшеница, захарно цвекла, плантации с маслини и лозя. В северната част на платото е разположена столицата на Испания Мадрид.